# Endosulfano
L'endosulfano o endosulfan è un insetticida e acaricida organoclorurato. È prodotto da Bayer CropScience, Makhteshim Agan, Hindustan Insecticides Limited a altre industrie. È bandito in numerosi paesi tra cui Stati Uniti, Unione europea e alcuni paesi africani e asiatici, ma è ancora utilizzato in India, Brasile e Australia.